# 宗主教大樓

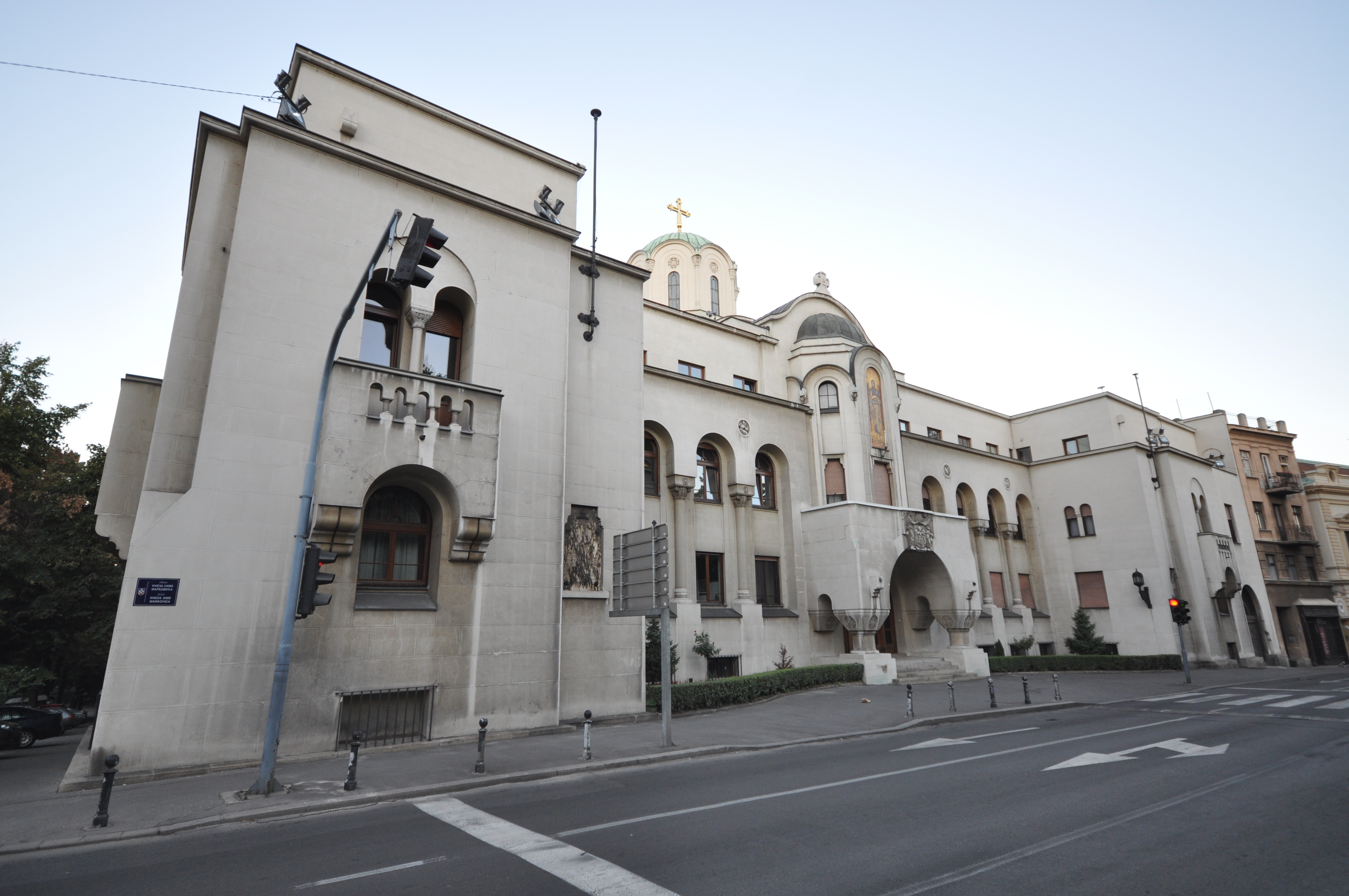
宗主教大樓

宗主教大樓是位於塞爾維亞首都貝爾格萊德的一座建築。這座建築是塞爾維亞正教會及其領導人塞爾維亞正教會宗主教的辦公大樓。建築竣工於1935年。1984年12月18日，這座建築被列入文化紀念建築。

## 外部連結
44°49′03″N 20°27′06″E / 44.8176°N 20.4516°E